# Coupe de la CEV masculine 2015-2016
Navigation
Coupe de la CEV 2014-2015 Coupe de la CEV 2016-2017
La Coupe de la CEV masculine 2015-2016 est une compétition européenne de volley-ball et la 44e édition de la Coupe de la CEV.

## Participants
| Rank | Country     | Number of teams | Teams                                                  |
| ---- | ----------- | --------------- | ------------------------------------------------------ |
| 1    | France      | 3               | AS Cannes, ASUL Lyon, Arago de Sète                    |
| 2    | Tchéquie    | 3               | Jihostroj České Budějovice, ČEZ Karlovarsko, VSC Zlín  |
| 3    | Pays-Bas    | 3               | Dynamo Apeldoorn, Lycurgus Groningue, VC Zwolle        |
| 4    | Finlande    | 3               | Kokkolan Tiikerit, Hurrikaani Loimaa, VaLePa Sastamala |
| 5    | Roumanie    | 2               | Universitatea Craiova, VM Zalău                        |
| 6    | Grèce       | 2               | Olympiakos Le Pirée, Foinikas Syros                    |
| 7    | Slovaquie   | 2               | VK Prešov, VK Prievidza                                |
| 8    | Russie      | 1 +1            | Gazprom-Iourga Sourgout, Dynamo Moscou                 |
| 9    | Italie      | 1               | Sir Safety Pérouse                                     |
| 10   | Pologne     | 1               | Jastrzębski Węgiel                                     |
| 11   | Turquie     | 1               | Galatasaray SK                                         |
| 12   | Belgique    | 1 +1            | Topvolley Anvers, Knack Roulers                        |
| 13   | Allemagne   | 1 +1            | Dürener TV 1847, Berlin RV                             |
| 14   | Autriche    | 1               | SK Aich-Dob                                            |
| 15   | Suisse      | 1 +1            | Lausanne UC, Pallavolo Lugano                          |
| 16   | Serbie      | 1               | Étoile rouge de Belgrade                               |
| 17   | Ukraine     | 1               | Lokomotiv Kharkiv                                      |
| 18   | Biélorussie | 1               | Stroitel Minsk                                         |
| 19   | Chypre      | 1               | Omonia Nicosie                                         |
| 20   | Estonie     | 1               | Pärnu VK                                               |
| 21   | Espagne     | 1               | CV Teruel                                              |